# روميو كاستيلين
روميو كاستيلين (بالهولندية: Romeo Castelen)‏ (مواليد 3 مايو 1983 في باراماريبو - سورينام) لاعب كرة قدم هولندي يلعب حاليا لصالح نادي الدرجة الأولى هامبورغ الألماني منذ 2007 في مركز الجناح .

## روابط خارجية
- روميو كاستيلين على موقع الاتحاد الدولي (مؤرشف)  (الإنجليزية)
- روميو كاستيلين على موقع الاتحاد الأوربي (الإنجليزية)
- روميو كاستيلين على موقع دوري كوريا الجنوبية (الإنجليزية)
- روميو كاستيلين على موقع قاعدة بيانات كرة القدم.إي يو (الإنجليزية)
- روميو كاستيلين على موقع بيانات كرة القدم. دي إي (الألمانية)
- روميو كاستيلين على موقع ناشيونال فوتبول تيمز (الإنجليزية)
- روميو كاستيلين على موقع Soccerway.com (الإنجليزية)
- روميو كاستيلين على موقع عالم كرة القدم.نت (الإنجليزية)
- روميو كاستيلين على موقع كووورة